# Calyptrocarya bicolor
Calyptrocarya bicolor là một loài thực vật có hoa trong họ Cói. Loài này được (H.Pfeiff.) T.Koyama mô tả khoa học đầu tiên năm 1967.